# G5 155mm榴弾砲

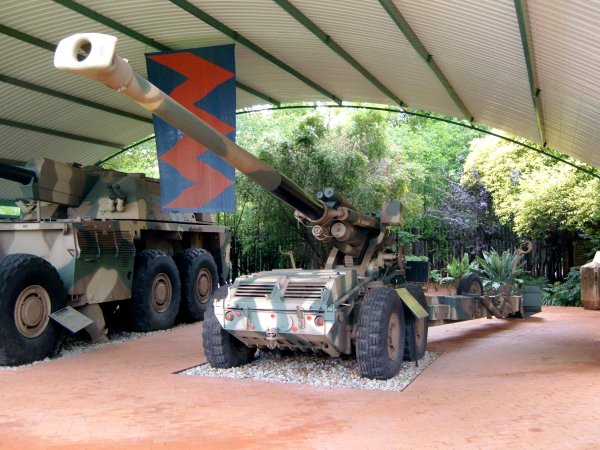
G5 155mm榴弾砲

G5榴弾砲は、南アフリカ共和国が1982年に開発した口径155mmの榴弾砲である。

## 開発
従来の南アフリカ国防軍の火砲は旧宗主国であるイギリス製のQF 25ポンド砲やBL 5.5インチ砲、アメリカ製のM2ロングトムなど、第二次世界大戦中に開発されたものが主力であったが、アパルトヘイト政策による武器禁輸によって新型火砲の入手が難しくなった。
その後もイスラエルからソルタムM68 155mm榴弾砲などを導入していたが、アンゴラ内戦への介入と侵攻において対峙したアンゴラ軍やキューバ軍はソ連から第二次大戦後に設計された新型火砲を多数供与されており、特にM-46 130mmカノン砲は南アフリカ軍の保有するいかなる火砲の最大射程をも上回っていたため砲兵同士の砲撃合戦において大変不利な戦いを強いられた。このため、南アフリカ国防軍はM-46カノン砲を上回る射程を有する火砲を緊急に必要としていた。

## 概要
この火砲は、ジェラルド・ブル率いるスペースリサーチコーポレーションが開発したカナダのGC45 155mm榴弾砲をベースに、ブル自身が改良に参加して設計された榴弾砲である。当時としては珍しい45口径砲を採用し、標準榴弾で30km（ベースブリード弾を使用すると37.5km）の射程を実現した。この砲は4輪式の砲架に搭載されており、砲架装置の油圧装置を駆動したり短距離の自走が可能なように空冷ガソリンエンジンを搭載している。
派生型としては、G5の技術を応用したG7 105mm榴弾砲や、G5を装輪自走砲化したG6 155mm自走榴弾砲があり、その他にもT-72の車体に搭載可能な砲塔も開発されている。
|          | /FH70                                 | TRF1                                  | G5                                  | 2A65                                | M198                                              | M777                                            |
| -------- | ------------------------------------- | ------------------------------------- | ----------------------------------- | ----------------------------------- | ------------------------------------------------- | ----------------------------------------------- |
| 画像     |                                       |                                       |                                     |                                     |                                                   |                                                 |
| 主砲     | 39口径155mm                           | 40口径155mm                           | 45または52口径155mm                 | 47口径152mm                         | 39.3口径155mm                                     | 39口径155mm                                     |
| 全長     | 9.8 m（牽引時） 12.4 m（射撃時）      | 10 m（牽引時）                        | 9.1 m（牽引時）                     | 11.4 m - 12.7 m（射撃時）           | 7.09 m（牽引時） 11.3 m（射撃時）                 | 9.5 m（牽引時） 10.7 m（射撃時）                |
| 全幅     | 2.56 m（牽引時）                      | 3.09 m（牽引時）                      | 3.3 m（牽引時）                     | 不明                                | 2.79 m（牽引時） 8.53 m（射撃時）                 | 3.3 m（牽引時）                                 |
| 全高     | 2.56 m（牽引時）                      | 1.79 m（射撃時）                      | 2.1 m（牽引時）                     | 不明                                | 2.12 m（牽引時） 1.8 m（射撃時）                  | 不明                                            |
| 重量     | 7.8 t - 9.6 t                         | 10.52 t                               | 13.75 t                             | 7 t                                 | 7.162 t                                           | 4.218 t                                         |
| 砲員数   | 8名                                   | 7名                                   | 8名                                 | 6 - 11名                            | 11名                                              | 5名                                             |
| 最大射程 | 24 km（通常弾） 30 km（RAP弾）        | 24 km（通常弾） 30 km（RAP弾）        | 30 km（通常弾） 50km（RAP弾）       | 24.7 km（通常弾） 28.9 km（RAP弾）  | 22.4 km（M107弾） 26.5 km（M795弾） 30km（RAP弾） | 24 km（M107弾） 30 km（ERFB弾） 40 km（M982弾） |
| 発射速度 | 3発/15秒（最大） 3-6発/分（持続射撃） | 3発/15秒（最大） 3-6発/分（持続射撃） | 3発/分（最大） 1発/分（連続射撃時） | 8発/分（最大） 1発/分（連続射撃時） | 4発/分（最大） 2発/分（持続射撃）                 | 5発/分（最大） 2発/分（持続射撃）               |
| 採用国   | 10                                    | 3                                     | 6                                   | 7                                   | 10                                                | 4                                               |

## 採用国
- チリ
- イラン[1]
- リビア
  - リビア国民軍 - 2020年に運用が確認された[2]。
- マレーシア
- カタール
  - カタール陸軍 - 2023年時点で、12門のG5を保有している[3]。
- 南アフリカ共和国
- イラク（退役）

## スペック
- 口径：155mm
- 全長：9.1m
- 全幅：3.3m
- 重量：13,750kg
- 砲身長：G5 mk1:6,975mm (45口径) / G5-2000:8,060mm（52口径）
- 仰俯角：-3°~+70°
- 左右旋回角：°
- 運用要員：8名
- 発射速度：3発/分（最大）、1発/分（連続射撃時）
- 射程：30,000m（標準榴弾）/50,000m（ロケット補助推進弾）